# Malacacheta (instrumento musical)
Malacacheta é um instrumento musical de percussão, espécie de tambor bimembranofone, medindo 20 cm X 12", com 6 tirantes e bordão. Feito de pele sintética e corpo de alumínio, ferro ou aço inox. 
Foi criado com o nome primário de CAIXA DE GUERRA, e era usado como meio de comunicação com soldados em formação de batalha e para ditar o ritmo das marchas dos soldados. Hoje também é chamado de MALACACHETA, e também serve para ditar ritmo ou compasso da música e também para ditar o ritmo da evolução dos blocos de escola de samba na avenida.  
O instrumento normalmente é tocando com uso de baquetas (do italiano bacchetta ou bacchio), um objeto em forma de pequeno bastão, e com uma das extremidades arredondadas usada para percutir, fabricado principalmente de madeiras ou fibras. Existem padrões do músico percussionista de segurar as baquetas em suas mãos, chamados de grip ou pegada. Existem sete tipos de manuseio: traditional grip, matched, french, american, german, ancient, overhand; as fundamentais são a traditional e a matched.
1. ↑  derekmelo (28 de março de 2016). «Como escolher o Seu Tipo de pegada de Baquetas». Clube do Baterista. Consultado em 16 de março de 2022